# Keizō Miura
Keizo Miura (三浦敬三?, Miura Keizō; Aomori, 15 febbraio 1904 – Tokyo, 5 gennaio 2006) è stato uno sciatore alpino e alpinista giapponese, pioniere dello sci in Giappone e primatista di longevità sportiva.

## Biografia
Pioniere dello sci alpino in Giappone, fu anche tra i primi a cimentarsi nella cinematografia di montagna.
Nel 2003, a 99 anni, discese in sci dalla classica Vallée Blanche, nel massiccio del Monte Bianco.
Il 15 febbraio 2004 celebrò il suo centesimo compleanno con 170 tra amici e membri della sua famiglia a Snowbird nei pressi di Salt Lake City (Stati Uniti).
Sciò fino all'aprile del 2005, a 101 anni. Morì il 5 gennaio 2006 a quasi 102 anni a Tokyo.

## Riconoscimenti
Nel 2004 fu decorato in Francia con la medaglia d'oro della Giovinezza e dello Sport.